# 키로스 바사라스
키로스 바사라스(그리스어: Κύρος Βασσάρας, 1966년 2월 1일, 중앙 마케도니아 주 테살로니키 ~)는 그리스의 전직 프로 축구 주심이다. 다언어 구사자인 바사라스는 그리스어, 독일어, 영어, 그리고 스페인어를 유창히 구사할 수 있다.
바사라스는 1998년에 국제 축구 연맹 주심으로 등록되어 1999년에 오스트리아와 산마리노 간 경기를 주관하며 성인 국가대표팀 경기를 주관했다. 같은 해, 그는 뉴질랜드에서 열린 U-17 청소년 세계 선수권 대회 경기를 주관할 주심으로 선정되었다. 2004년에는 유럽 축구 연맹 최고등급 주심으로 명명되었고, 그 후로 챔피언스리그, 유럽 선수권 대회, 그리고 올림픽 경기를 주관했다.
2009년, 연령 문제로 2010년 월드컵을 주관할 유럽 최고등급 주심 명단에서 제외되면서, 그는 주심 활동을 그만두기로 결정했다.
그는 현재 루마니아 축구 연맹의 주심 위원회장으로 활동하고 있다.